# Politique étrangère des Îles Salomon
Les Îles Salomon possèdent des ressources limitées, et ont pour politique de ne maintenir des ambassades que dans les pays avec lesquels elles entretiennent des relations politiques et économiques privilégiées. En 2008, le gouvernement salomonais, dirigé par Derek Sikua, annonçait que sa politique étrangère reposait sur le thème « regarder vers le nord » (look north), c'est-à-dire se tourner vers l'Asie à la recherche de partenaires pour le développement économique.
Les Salomon reconnaissaient la République de Chine (Taïwan), et non pas la République populaire de Chine jusqu'au 16 septembre 2019, Taïwan était jusque là l'une des principales sources d'aide au développement économique du pays,. Le 16 septembre 2019, les Salomon ont changé leurs relations diplomatiques en choisissant la République populaire de Chine plutôt que la République de Chine.
Les relations entre les Salomon et l'Australie furent tendues lorsque Manasseh Sogavare fut premier ministre, ce dernier accusant le gouvernement australien de visées néo-colonialistes. Derek Sikua, successeur de Sogavare en décembre 2007, s'empressa de restaurer des relations diplomatiques cordiales avec Canberra.

## Relations bilatérales

### Présence d'ambassades
En date d'août 2020, les Salomon ont des relations diplomatiques formelles avec 122 pays. Les Salomon possèdent des ambassades dans neuf pays, tandis que six États étrangers ont une ambassade à Honiara. Certaines sont des hauts-commissariats, nom donné à l'ambassade d'un pays membre du Commonwealth auprès d'un autre pays membre. Ces missions diplomatiques sont les suivantes :

#### Ambassades réciproques
| État                      | Relations diplomatiques depuis... | Ambassade salomonaise         | Ambassade de l'État étranger                     | Importance et remarques |
| ------------------------- | --------------------------------- | ----------------------------- | ------------------------------------------------ | ----------------------- |
| Australie                 |                                   |                               | page web : https://solomonislands.embassy.gov.au |                         |
| Nouvelle-Zélande          | 7 juillet 1978                    | page web : http://sihc.org.nz |                                                  |                         |
| Papouasie-Nouvelle-Guinée |                                   |                               |                                                  |                         |
| Royaume-Uni               | 7 juillet 1978                    |                               |                                                  |                         |

#### Ambassade salomonaise uniquement
| État       | Relations diplomatiques depuis... | Ambassade salomonaise | Ambassade de l'État étranger                                                                | Importance et remarques |
| ---------- | --------------------------------- | --- | ------------------------------------------------------------------------------------------- | ----------------------- |
| Belgique   |                                   | L'ambassade des Salomon à Bruxelles est également accréditée auprès de la France, des Pays-Bas et de l'Allemagne, et l'ambassadeur est également le représentant permanent des Salomon auprès de l'Union européenne.                                         | L'ambassade belge en Australie est accréditée auprès des Salomon.                           |                         |
| Cuba       | 9 décembre 2002                   | | L'ambassade cubaine en Australie est accréditée auprès des Salomon.                         |                         |
| États-Unis | 9 octobre 1978                    | L'ambassade des Salomon aux États-Unis se trouve à New York, car elle est également la mission permanente du pays auprès des Nations unies. | L'ambassade américaine en Papouasie-Nouvelle-Guinée est accréditée auprès des Salomon.      |                         |
| Fidji      | 28 juillet 1978                   | Le haut-commissariat salomonais à Suva est également accrédité au Vanuatu, et le haut-commissaire est également le représentant permanent des Salomon auprès du Forum des îles du Pacifique et des autres organisations régionales dont le siège est à Suva. | Le haut-commissariat fidjien en Papouasie-Nouvelle-Guinée est accrédité auprès des Salomon. |                         |
| Indonésie  |                                   | | L'ambassade indonésienne en Papouasie-Nouvelle-Guinée est accréditée auprès des Salomon.    |                         |

#### Ambassade de l'autre État uniquement
| État                          | Relations diplomatiques depuis... | Ambassade salomonaise                                                       | Ambassade de l'État étranger                | Importance et remarques |
| ----------------------------- | --------------------------------- | --------------------------------------------------------------------------- | ------------------------------------------- | ----------------------- |
| République populaire de Chine | 28 septembre 2019                 | Les Salomon n'ont pas actuellement de représentation diplomatique en Chine. | page web : http://sb.china-embassy.org/eng/ |                         |
| Japon                         | 1er septembre 1978                | Les Salomon n'ont pas actuellement de représentation diplomatique au Japon. | page web : https://www.sb.emb-japan.go.jp/  |                         |

### Autres relations bilatérales significatives
| État    | Relations diplomatiques depuis... | Représentations diplomatiques | Importance et remarques |
| ------- | --------------------------------- | ----------------------------- | ----------------------- |
| Vanuatu |                                   |                               |                         |